# جسيم التهابي

الجسيم الالتهابي (بالإنجليزية: Inflammasome)‏ هو قليل وحدات متعدد البروتين يتكون من كاسباز 1 وبروتين PYCARD وNALP وكذلك كاسباز 5 في بعض الأحيان. توجد الجسيمات الالتهابية في الخلايا النخاعية وهو أحد مكونات المناعة الطبيعية. المكونات الدقيقة للجسيم الالتهابي تعتمد على المحفز الذي يبدأ تجميع الجسيم الالتهابي، فمثلا يستهدف الحمض النووي الريبوزي ذو الظفيرتين تركيب جسم التهابي واحد، بينما يجمع الأسبست أنواعا مختلفة. يعزز الجسيم الالتهابي نضوج السيتوكينات الالتهابية مثل إنترلوكين 1 بيتا وإنترلوكين 18.
الجسيم الالتهابي مسؤول عن تفعيل العملية الالتهابية، كما أظهر أنه يحفز موت خلوي حمي مبرمج وهو نوع عال الالتهاب من أنواع موت الخلية المبرمج وتختلف عن الاستماتة.

## الأهمية السريرية
قد ربط بين الجسيم الالتهابي والإصابة بالسمنة وسكري النمط الثاني وتصلب الشرايين والنقرس والإنتان والتهاب القولون.